# Der Mann ohne Kopf
Der Mann ohne Kopf (en alemany L'home sense cap) és una pel·lícula muda alemanya del 1927 dirigida per Nunzio Malasomma.

## Repartiment
- Carlo Aldini: Freddy Hillock / John
- Grit Haid: Vera
- Else Reval: Mary
- Ferdinand von Alten: don Diego
- Hermann Picha: Philipp
- Eugen Burg: el pare de Vera
- Eugen Neufeld: oncle Josua
- Neger Anglio: Gregor
- Fritz Schmuck: commissari
- Sig Arno: el guàrdia nocturn
- B. Jwanoff: l'espanyol
- Eva Haltern:
- Horst Handt:
- Georg John:
- Bulldogge Drill: Bulldogge

## Producció
La pel·lícula va ser produïda per Filmproduktion Carlo Aldini Co. GmbH.

## Distribució
La pel·lícula, distribuïda per Rofa-Film GmbH amb l'aprovació de la censura O.01001 que prohibia la seva visualització per a menors, es va estrenar als cinemes alemanys i es va presentar al Germania-Palast de Berlín el 18 de novembre de 1927. A Itàlia, va ser distribuït en una versió de 2.228 metres per Aldini, la casa de Carlo Aldini, l'actor protagonista de la pel·lícula.